# Балларин, Дино
Дино Балларин (итал. Dino Ballarin; 23 сентября 1925, Кьоджа — 4 мая 1949, Суперга) — итальянский футболист, вратарь.
Вместе с партнерами по команде клуба «Торино» погиб в авиационной катастрофе на горе Суперга 4 мая 1949.

## Игровая карьера
Родился 23 сентября 1925 года в городе Кьоджа. Воспитанник футбольной школы клуба «Клодия». У Дино было три брата — Альдо, Ренато, Иджинио, а также две сестры — Анна и Лиана.
В 17 лет перешёл в «Триестину», но не играл за неё в официальных матчах. В 1944 году сыграл 1 матч за «Ровиго» в «военном» чемпионате Италии, в котором участвовали только клубы северной части страны, затем вернулся в «Клодию» и играл за неё в Серии С.
В 1948 году присоединился к сильнейшему в то время итальянского клуба «Торино», цвета которого защищал его старший брат Альдо. Стал третьим голкипером туринской команды. Впрочем, дебютировать в официальных играх за команду многократных чемпионов страны Дино Балларина не суждено — 4 мая 1949 команда погибла в авиакатастрофе на горе Суперга неподалёку Турина.

## Память
В честь братьев Альдо и Дино Балларина в городе Кьоджа названы площадь и футбольный стадион, также братьям посвящена книга Николетты Перрини (внучки Дино) и Давиде Боволента «Aldo e Dino Ballarin, uniti per sempre» (2005). У Дино осталась вдова, Дина Теззерин, а также две дочери — Джанна и Лаура, на момент гибели отца им было 5 лет и 6 месяцев соответственно.
В 2005 году итальянским телеканалом Rai Uno был снят мини-сериал о погибшей команде «Торино» «Il Grande Torino», в котором роль Дино Балларина сыграл Маттео Таранто.